# Бурачёк, Евгений Степанович
Евге́ний Степа́нович Бурачёк (8 января 1836, Санкт-Петербург — 1911, Санкт-Петербург) — русский адмирал, второй начальник военного поста Владивосток.

## Биография
Евгений Степанович Бурачёк родился в 1836 году в Санкт-Петербурге в семье кораблестроителя, генерал-лейтенанта Корпуса корабельных инженеров Степана Онисимовича Бурачка. В возрасте шести лет был отправлен в Морской кадетский корпус. В 15 лет, 11 августа 1851 года, стал гардемарином Морского кадетского корпуса. Проходил службу на кораблях Балтийского флота, в 1853 году получил звание мичмана, через три года в 1856 получил звание лейтенанта.
С 1859 года осуществлял кругосветное плавание на клипере «Разбойник», побывал в таких странах, как Англия, Дания, Сингапур, Филиппины, Китай, также посетил некоторые страны Африки и Индокитая. Во время этого плавания у Евгения Степановича развилась сильнейшая морская болезнь, что поставило под сомнение всю его дальнейшую карьеру. Когда клипер подошёл к российскому Дальнему Востоку, болезнь развилась настолько, что под угрозу была поставлена жизнь Евгения Степановича. После захода «Разбойника» в военный пост Владивосток, 22 июня 1861 года, Бурачёк принял решение сойти на берег и добираться в Санкт-Петербург по суше.
За два дня до прибытия «Разбойника» во Владивосток, 20 июня 1861 год, государственный инспектор майор Хитрово отстранил от командования поста Владивосток прапорщика Комарова, фактически первостроителя города. Прибытие Евгения Степановича оказалось как нельзя кстати, и майор Хитрово сразу же назначил его начальником военного поста, после чего назначение было утверждено губернатором Приморской области Петром Казакевичем. Не последнюю роль в его назначении сыграло и знание Евгением Степановичем четырёх иностранных языков, в том числе и китайского. Таким образом Бурачёк стал начальником важного форпоста России на Дальнем Востоке.
После назначения на должность Бурачёк активно принялся за работу, развивая строительство военного поста. При нём была закончена пристань, также были проведены работы по углублению дна и были построены военные склады и сухарня. При нём было завершено строительство церкви и начаты постройки гражданских сооружений.
Всё время его службы ему приходилось преодолевать значительные трудности, связанные и с климатом, и с удалённостью от развитых поселений. Снабжение провиантом было неважным, также в своих воспоминаниях Бурачёк жаловался на задержки с выплатой жалования для солдат. Как-то раз ему пришлось на личные средства закупить провиант у американского парохода, зашедшего в бухту Золотой Рог.
Поскольку Бурачёк обладал некоторыми познаниями в медицине, то фактически он выполнял ещё и обязанности главного лекаря поста, помогая солдатам переносить недуги, связанные с непростым морским климатом. Также он помогал оправиться от лихорадки сошедшему на берег по причине болезни гардемарину Станюковичу, будущему известному писателю.
С 1862 года Владивосток уже именуется портом, а не военным постом, с 25 октября 1862 года во Владивостоке с целью увеличения товарооборота разрешена беспошлинная торговля. Владивосток стал порто франко на долгие 50 лет.
Одним из достижений Бурачка стала разведка залежей угля в окрестностях Владивостока, что пошло на пользу в развитии города на начальном этапе строительства. Также он наладил торговлю с китайцами, жившими в окрестностях поста. Поначалу у него возникли некоторые трудности, поскольку классический китайский, который он знал, значительно отличался от того языка, на котором разговаривали местные китайцы. Прямой торговле с Китаем воспротивились местные китайские чиновники, поэтому торговля развивалась на частных контактах русских и китайских купцов. Особенно в этом преуспел купец Яков Лазаревич Семёнов, который наладил добычу морской капусты и трепанга и продажу добытого китайцам. Общаясь с китайцами, Бурачёк увлёкся и стал изучать восточную философию, местные обычаи и буддизм, особенно при его работе на посту начальника Владивостока ему понравилась буддийская мудрость — «Ничем из ничего созидать».

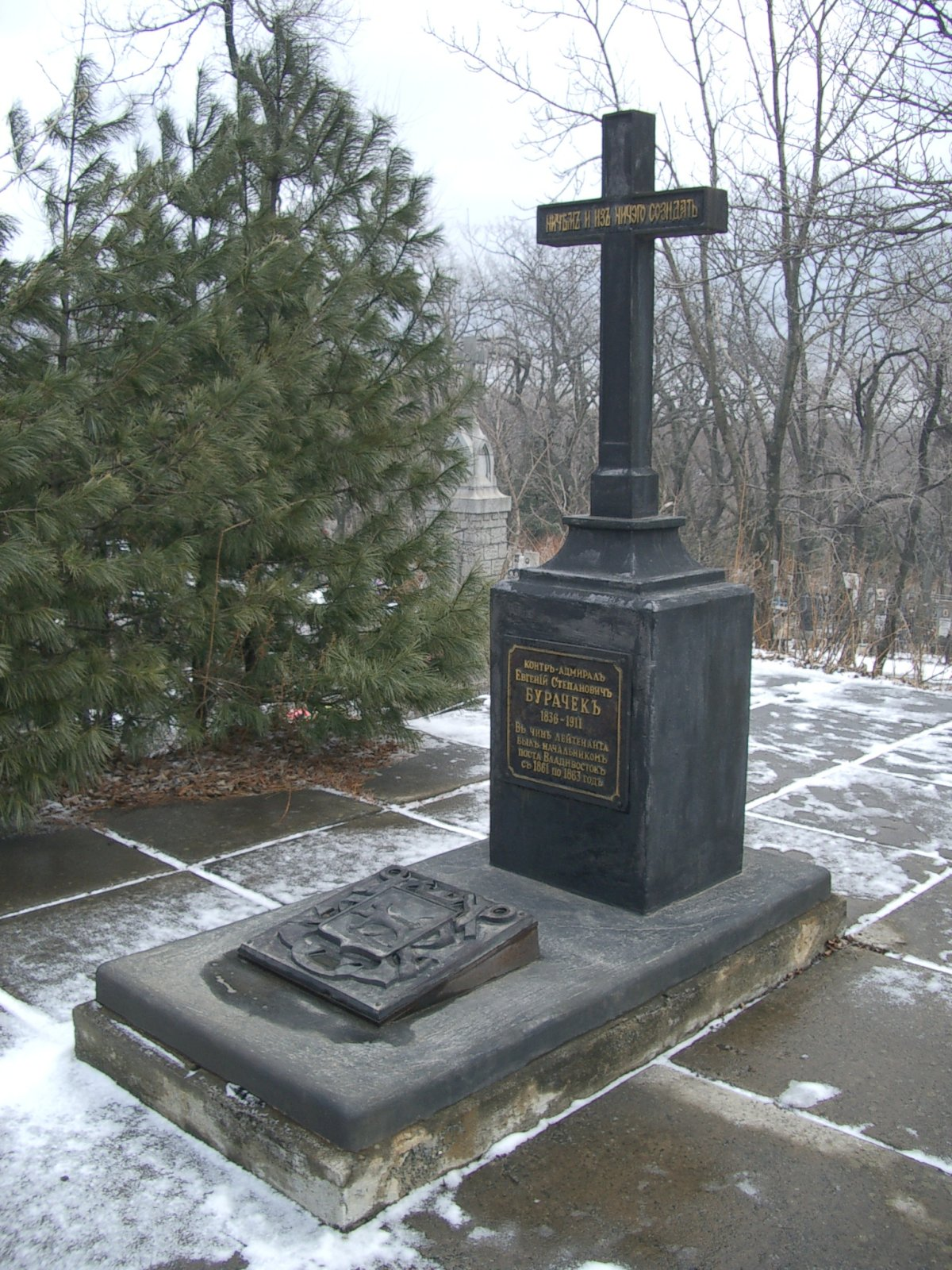
Могила Е. С. Бурачка на Морском кладбище г. Владивостока

В апреле 1863 года был представлен к ордену Святого Станислава III степени.

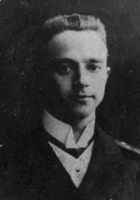
Его сын, юный мичман — Владимир Евгеньевич Бурачёк

В мае 1863 года Бурачёк из-за своей болезни вынужден был оставить свою должность и отправиться в Санкт-Петербург. В Петербурге он продолжил карьеру, служил на Балтийском флоте на должностях, не связанных с выходом в море.
В 1888 году Евгений Степанович получил звание контр-адмирала и был уволен со службы за выслугой лет. До 1896 года продолжал работу в морском техническом комитете.
В 1911 году Евгений Степанович Бурачёк скончался в возрасте 75 лет, похоронен он был на Смоленском кладбище в Санкт-Петербурге. Последние годы своей жизни он провёл в острой нужде, оставив своим наследникам много долгов.
В 1986 году, из-за угрозы сноса Смоленского кладбища, одним из потомков Евгения Степановича был инициирован процесс переноса его праха во Владивосток. 2 июля 1988 года прах Евгения Степановича Бурачка был перезахоронен на высоком холме Морского кладбища во Владивостоке, на его могиле установлена плита с надписью «Ничем из ничего созидать».
Именем Евгения Степановича Бурачка названа сопка, расположенная в Первомайском районе Владивостока (мыс Чуркин).

## Фамилия
Ещё при жизни Евгения Степановича его фамилию стали писать с ошибками, самая распространённая это «е» вместо «ё», и соответственно неправильное склонение — Бурачека, Бурачеком. Сам Евгений Степанович утверждал, что его фамилия имеет малороссийское происхождение и должна склоняться — Бурачка, Бурачком, Бурачки. В переводе с украинского «бурачёк» означает «свёкла».